# Luciano Ciocchetti
Luciano Ciocchetti (Roma, 3 marzo 1958) è un politico italiano.

## Biografia

### Attività politica

#### Gli inizi
Inizia l'attività politica tra le file della Democrazia Cristiana, dove nel 1981 viene eletto consigliere della XII Circoscrizione di Roma, occupandosi di servizi rivolti alla persona: sport, servizi sociali, ambiente e opere pubbliche. Alle elezioni amministrative del 1989 è eletto consigliere comunale di Roma, facendo parte della commissione servizi sociali.
Nel 1994, con lo scioglimento della DC, aderisce al Centro Cristiano Democratico di Pier Ferdinando Casini e Clemente Mastella, nelle cui file alle elezioni politiche del 1994 viene eletto alla Camera dei Deputati nel collegio uninominale di Roma-Ardeatino, sostenuto dal Polo del Buon Governo (in quota CCD): ottiene il 47,53% davanti a Giovanni Hermanin De Reichenfeld dei Progressisti (38,80%). Durante la XII Legislatura si è occupato di proposte di legge a favore dei servizi alla persona, dello sport e lo sviluppo del territorio regionale del Lazio.
Alle elezioni politiche del 1996 è ricandidato alla Camera nel medesimo collegio, ma con il 46,70% è sconfitto da Marcella Lucidi dell'Ulivo (49,10%), non venendo rieletto.
Alle elezioni amministrative del 1997 viene rieletto consigliere comunale di Roma nella lista Centro Cristiano Democratico-Patto per Roma, venendo nominato Presidente della Commissione Consiliare Politiche Sociali, Servizi alla Persona e alla Sanità.

#### Consigliere regionale
Si candida alle elezioni regionali nel Lazio del 2000 per la provincia di Roma nelle liste del CCD a sostegno del deputato e Presidente della Commissione di Vigilanza Rai Francesco Storace, ottenendo 10.090 preferenze venendo eletto in consiglio regionale del Lazio e diventando capogruppo, poi diventa assessore all'urbanistica e alle case.
Candidato alle elezioni europee del 2004 nella circoscrizione Italia centraleper l'Unione di Centro, nella quale era confluito il CCD, non viene eletto nonostante le 25.808 preferenze.
Alle elezioni regionali in Lazio del 2005 viene rieletto nella medesima circoscrizione con 27.142 preferenze consigliere regionale nelle liste dell'UDC, di cui poi diventa segretario regionale.

#### Ritorno alla Camera
Alle elezioni politiche del 2006 viene eletto alla Camera nella circoscrizione Lazio 1 nelle liste dell'UDC.
Alle elezioni amministrative del 2008 viene candidato a sindaco di Roma per l'UdC, che corre da sola mettendo al centro del suo programma la lotta al degrado, alla criminalità e al commercio abusivo, ma ottenendo il 3,14%, non accedendo al ballottaggio e non venendo neanche eletto consigliere comunale. 
Contemporaneamente viene candidato e rieletto alla Camera per la terza volta nella circoscrizione Lazio 2 alle elezioni politiche di quell'anno.
Alle elezioni europee del 2009 si candida nuovamente nelle liste dell'UdC nella circoscrizione Italia Centrale, ottenendo 32.720 preferenze e risultando il primo dei non eletti.

#### Vicepresidente della Regione Lazio e attività recenti
Il 29 marzo 2010 il presidente della regione Lazio Renata Polverini nomina Ciocchetti Vicepresidente della Regione Lazio e Assessore alle Politiche del Territorio e dell'Urbanistica. Il 24 settembre 2012, in seguito alle dimissioni della Polverini dalla Presidenza della Regione Lazio, decade da tutti gli incarichi insieme all'intera Giunta.
Alle elezioni politiche del 2013 viene ricandidato alla Camera per l'UdC nella circoscrizione Lazio 1, risultando il primo dei non eletti.
Nel 2014 aderisce alla appena rinata Forza Italia, per cui viene candidato alle elezioni europee del 2014 nella circoscrizione Italia centrale, ma nonostante le 27.011 preferenze non viene eletto.
A luglio 2015, infine, abbandona Forza Italia per aderire al nuovo partito di Raffaele Fitto Conservatori e Riformisti e nel 2017 a Direzione Italia, che in vista delle elezioni del 2018 forma la lista Noi con l'Italia-UDC all'interno della coalizione di centrodestra.
Alle elezioni politiche del 2018 è ricandidato alla Camera nel collegio uninominale Lazio 1 - 01 (Roma - Quartiere Trionfale) per la coalizione di centro-destra (in quota Noi con l'Italia-UDC), dove ottiene il 30,81% ed è sconfitto dal Presidente del Consiglio uscente Paolo Gentiloni per la coalizione di centro-sinistra (42,05%), e da capolista nei collegi plurinominali Lazio 1 - 02 e Lazio 1 - 03, non risultando eletto in quanto la lista Noi Moderati-UDC non supera la soglia di sbarramento del 3%.
L'anno seguente segue Fitto nella federazione di Direzione Italia in Fratelli d'Italia, occupandosi del radicamento del partito sul territorio.
Alle elezioni politiche anticipate del 2022 viene ricandidato alla Camera nel collegio uninominale Lazio 1 - 06 (Roma: Municipio XI) per il centro-destra, venendo eletto con il 38,51% davanti a Claudio Mancini del centrosinistra (32,15%) e a Emanuele Ceccato del Movimento 5 Stelle (14,34%).